# Schulstraße (München)
Die Schulstraße ist eine Innerortsstraße im Stadtbezirk Neuhausen-Nymphenburg (Nr. 9) von München. Sie verbindet den Rotkreuzplatz, an dessen Südostecke sie von der Nymphenburger Straße abzweigt, in ihrem Verlauf nach Südsüdosten mit der Landshuter Allee, in die sie an deren Kreuzung mit der Arnulfstraße einmündet, während die nach Süden durchgehenden Fahrbahnen der Landshuter Allee (Bundesstraße 2 R, Teil des Mittleren Rings) hier aufgeständert zur Donnersbergerbrücke führen.

## Verlauf
Die Straße verläuft nahezu parallel zur Donnersbergerstraße zunächst geradlinig bis zur Schlörstraße und macht an dieser einen leichten Knick nach rechts. Sie führt weiter geradlinig über die Hirschbergstraße und die Wilderich-Lang-Straße an die Landshuter Allee heran, an der sie bei der Kreuzung mit der Arnulfstraße endet.

## Geschichte und Namensgeber
Die Angaben über den Zeitpunkt der Benennung gehen auseinander. Während Dollinger die Zeit um 1898 angibt, wird auch das Jahr 1876 als Erstnennung angegeben. Rambaldi schreibt 1894 (Nr. 593): „Zweigt von der Nymphenburgerstraße in Neuhausen in südöstlicher Richtung ab und läuft parallel mit der Uhlmannstraße zur Ingolstädter Bahnlinie.“ Das namensgebende Neuhauser Schulhaus wurde laut Dollinger 1878/79 errichtet.

## Öffentlicher Verkehr
Am Rotkreuzplatz befindet sich die U-Bahn-Station der Linien 1 und 7. Außerdem hält hier die Straßenbahnlinie 12, Bedienung auch durch mehrere Buslinien. Eine weitere Straßenbahnhaltestelle und Bushalte befinden sich an der Arnulfstraße, am oberen Ende der Schulstraße.

## Denkmalgeschützte Gebäude
- Nr. 4: Mietshaus, mit Jugendstildekor, um 1900 (Denkmalliste D-1-62-000-6328)
- Nr. 5: ehemaliges Feuerwehrhaus, neubarock, 1911/12 von Adolf Schwiening und Richard Schachner (Denkmalliste D-1-62-000-6329)
- Nr. 6: Mietshaus, Jugendstil, mit Resten von Stuckdekor, 1900 von Johann Lang (Denkmalliste D-1-62-000-6329)
- Nr. 9: Mietshaus, neubarock, mit Stuckdekor, um 1900 (Denkmalliste D-1-62-000-6331)
- Nr. 13/15: Mietshaus, barockisierender Jugendstil, um 1900 (Denkmalliste D-1-62-000-6332)
- Nr. 18/20/22: Mietshäuser, historisierend, um 1910/20 (Denkmalliste D-1-62-000-6334)
- Nr. 19: Mietshaus, Eckbau in deutscher Renaissance, reich gegliedert und stuckiert, mit Eckturm, um 1900 (Denkmalliste D-1-62-000-6335)
- Nr. 29: Mietshaus, Eckbau in deutscher Renaissance, mit Stuckdekor, 1896 von Anton Weber (Denkmalliste D-1-62-000-6338)
- Nr. 37: Mietshaus, Eckbau mit Putzgliederung in deutscher Renaissance, um 1900 (Denkmalliste D-1-62-000-6339)
- Nr. 38: Mietshaus, Neurenaissance-Eckbau mit zwei Erkern, um 1900 (Denkmalliste D-1-62-000-6340)
- Nr. 39: Mietshaus, Jugendstil, Anfang 20. Jahrhundert (Denkmalliste D-1-62-000-6341)
- Nr. 41: Mietshaus, Jugendstil, mit farbigem Dekor, Anfang 20. Jahrhundert (Denkmalliste D-1-62-000-6342)
- Nr. 43: Mietshaus, neubarock, Anfang 20. Jahrhundert (Denkmalliste D-1-62-000-6343)
- Nr. 45: Mietshaus, Jugendstil, mit reichem Stuckdekor, 1904/05 von Konrad Böhm (Denkmalliste D-1-62-000-6344)
- Nr. 46: Mietshaus, neubarocker Eckbau, um 1900 (Denkmalliste D-1-62-000-6345)
- Nr. 47: Mietshaus, Jugendstil, mit reichem Stuckdekor, 1904/05 von Konrad Böhm (Denkmalliste D-1-62-000-6346)
- Nr. 48: Mietshaus, später Jugendstil, mit zwei Erkern, Anfang 20. Jahrhundert (Denkmalliste D-1-62-000-6347)
- Nr. 49: Mietshaus, barockisierender Jugendstil, um 1900 (Denkmalliste D-1-62-000-6348)
- Nr. 50: Mietshaus, später Jugendstil, Anfang 20. Jahrhundert (Denkmalliste D-1-62-000-6349)
- Nr. 51: Mietshaus, barockisierender Jugendstil, um 1900 (Denkmalliste D-1-62-000-6350)

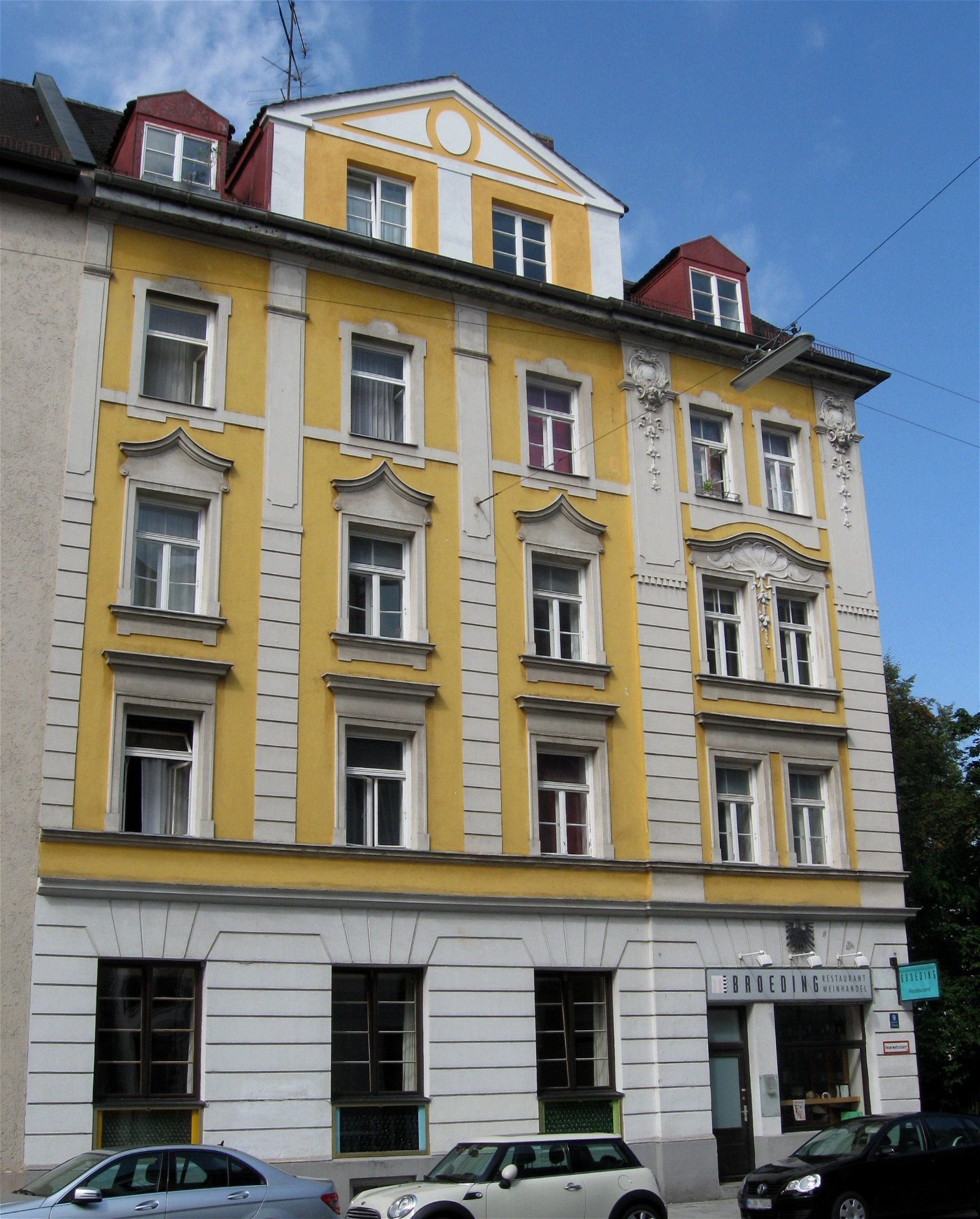
Schulstraße 9
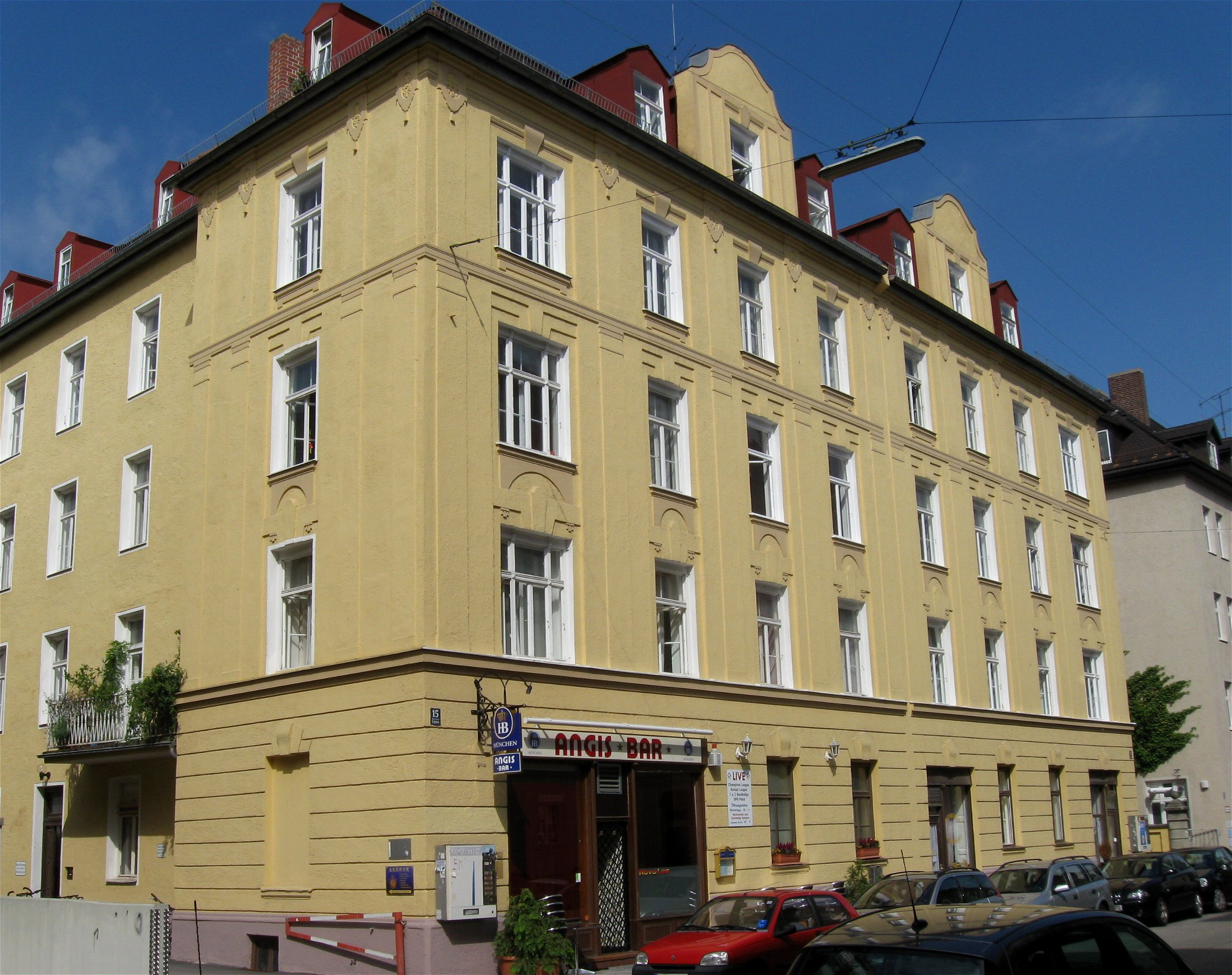
Schulstraße 13/15
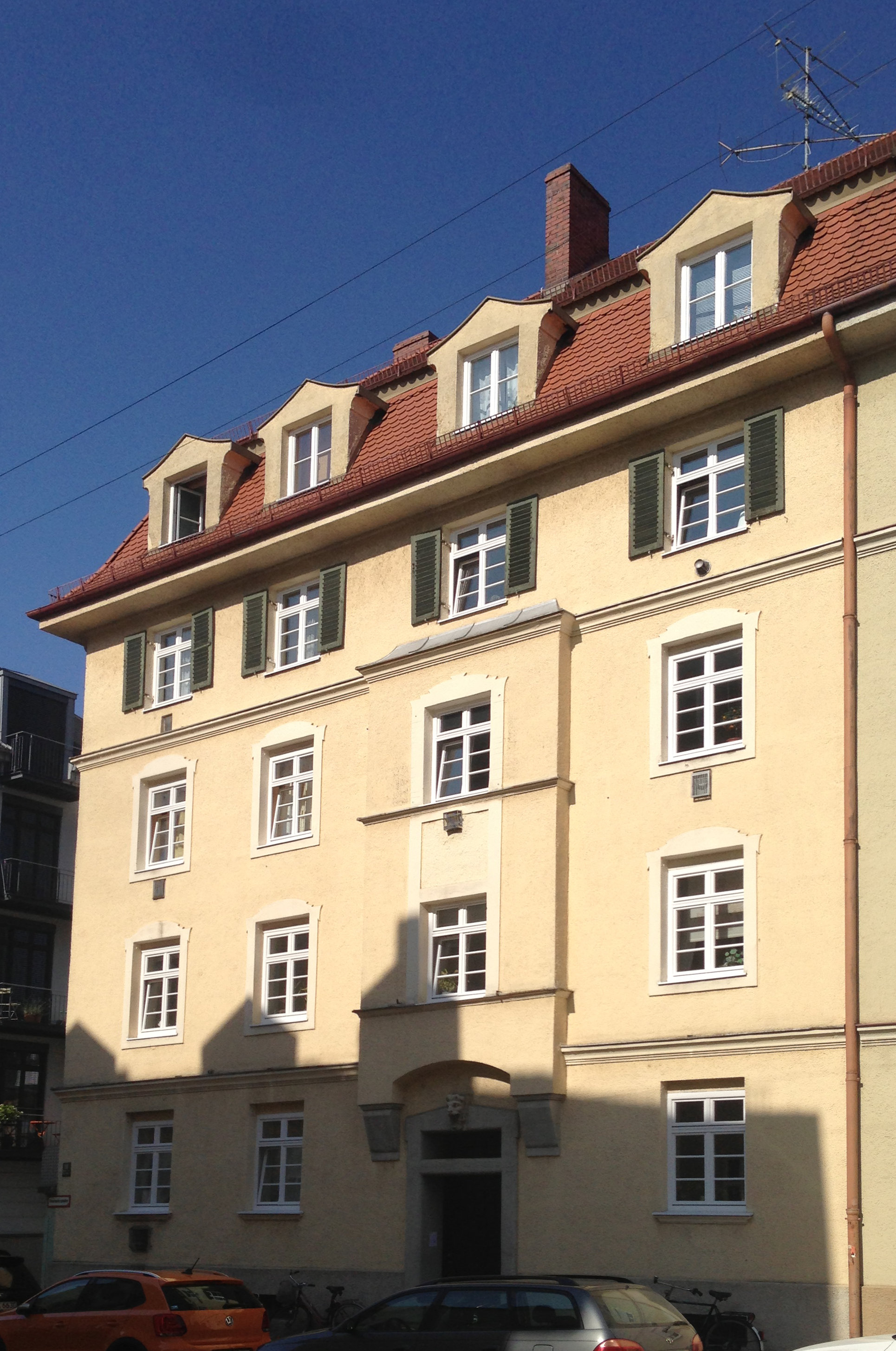
Schulstraße 18
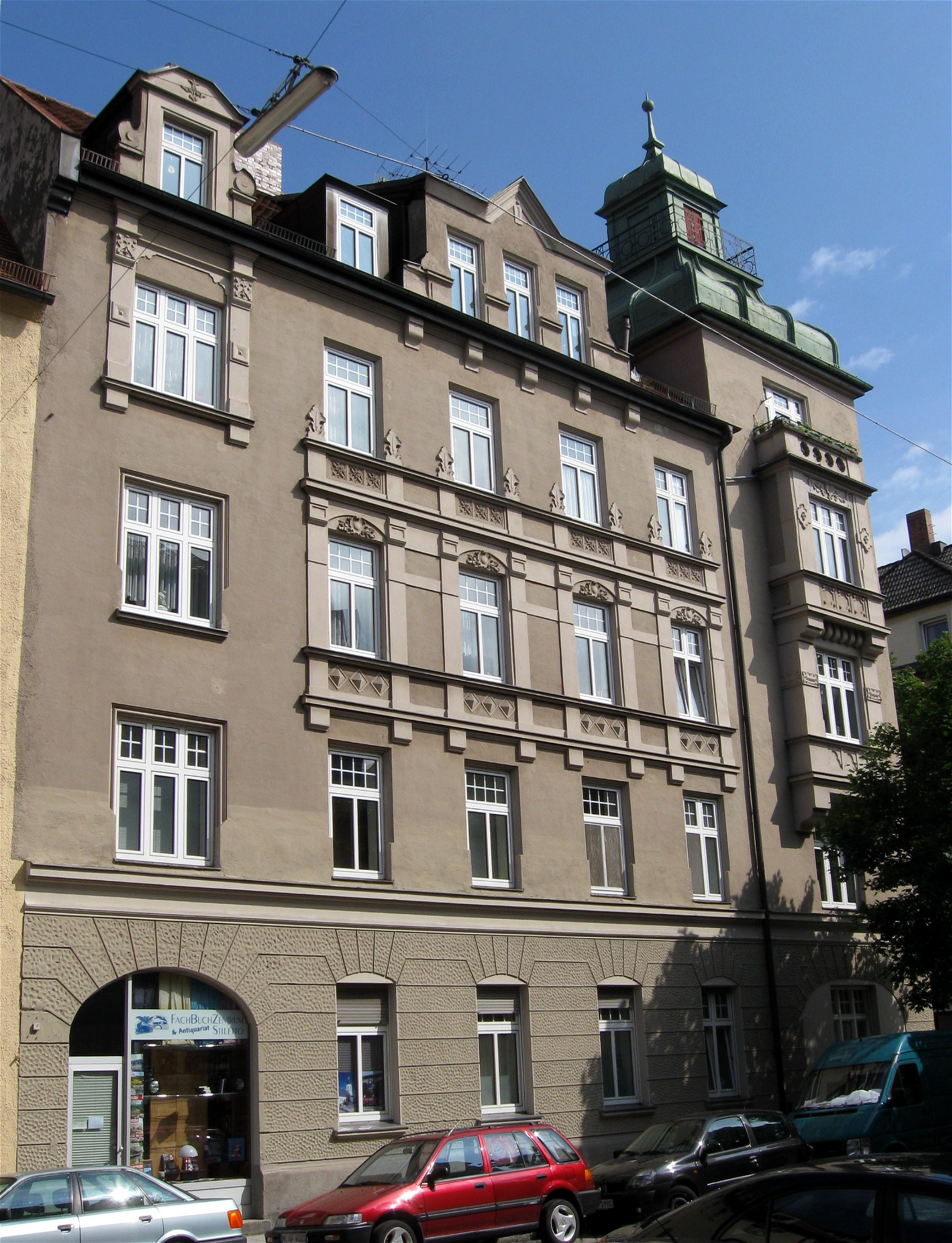
Schulstraße 19
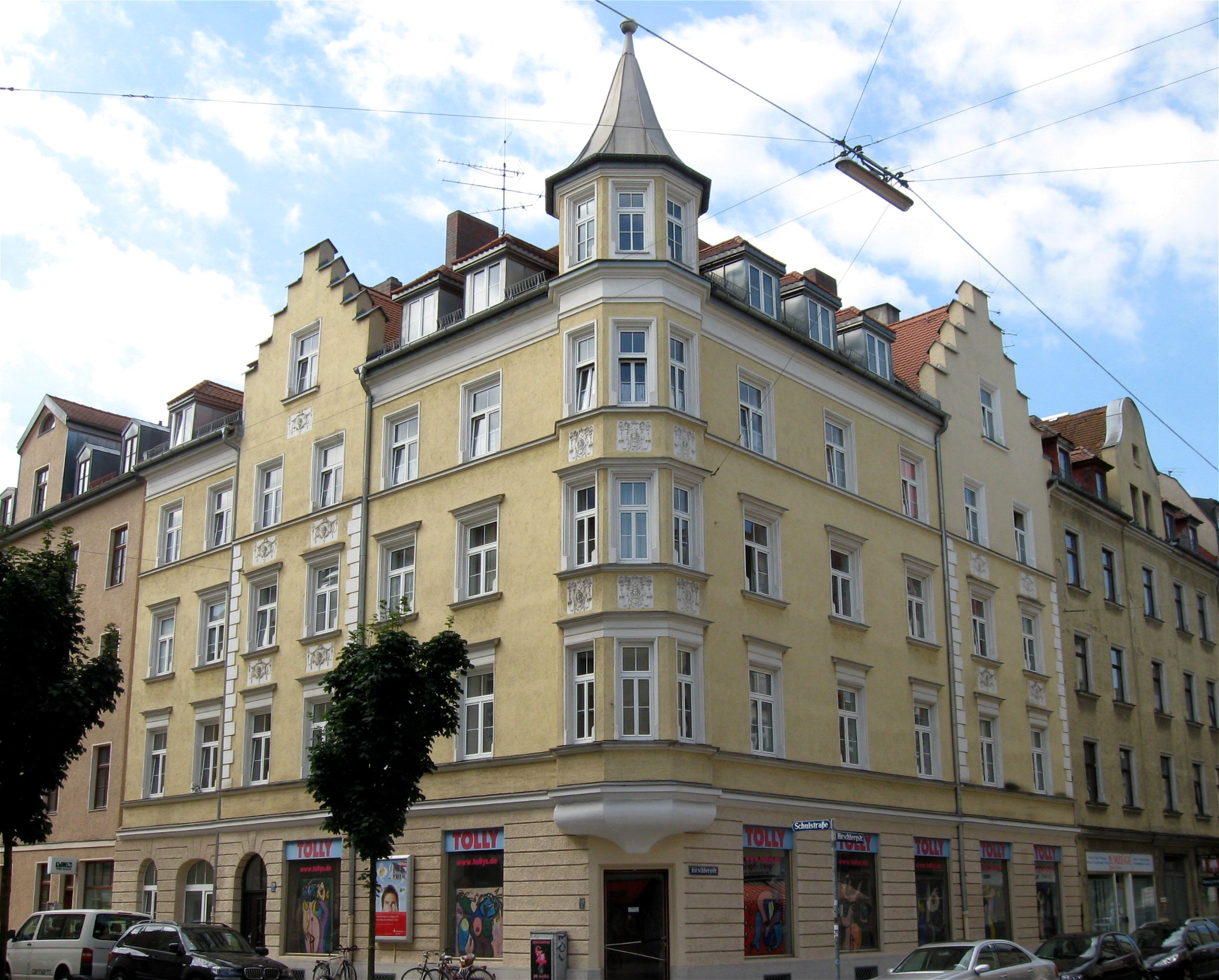
Schulstraße 29
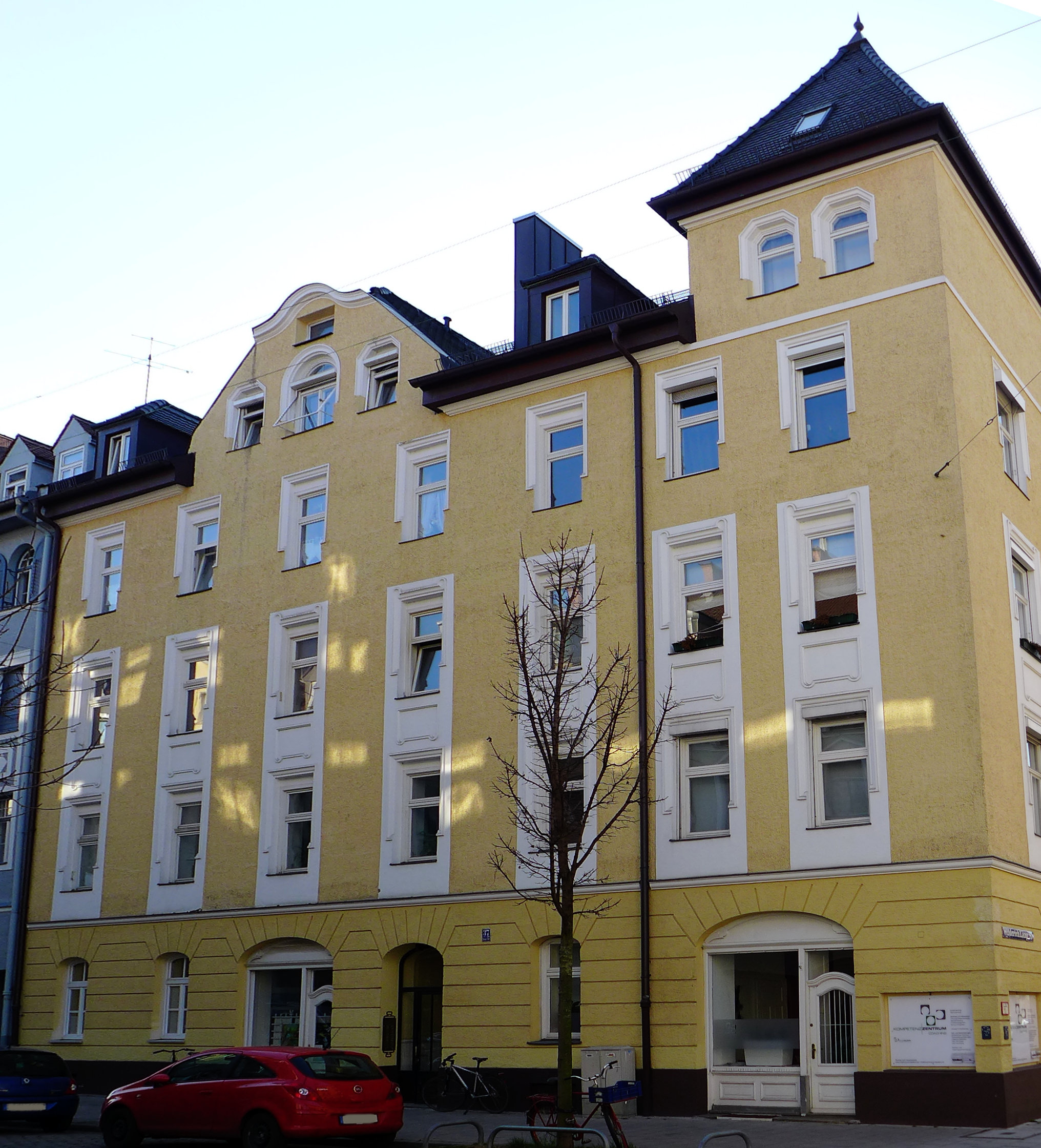
Schulstraße 37
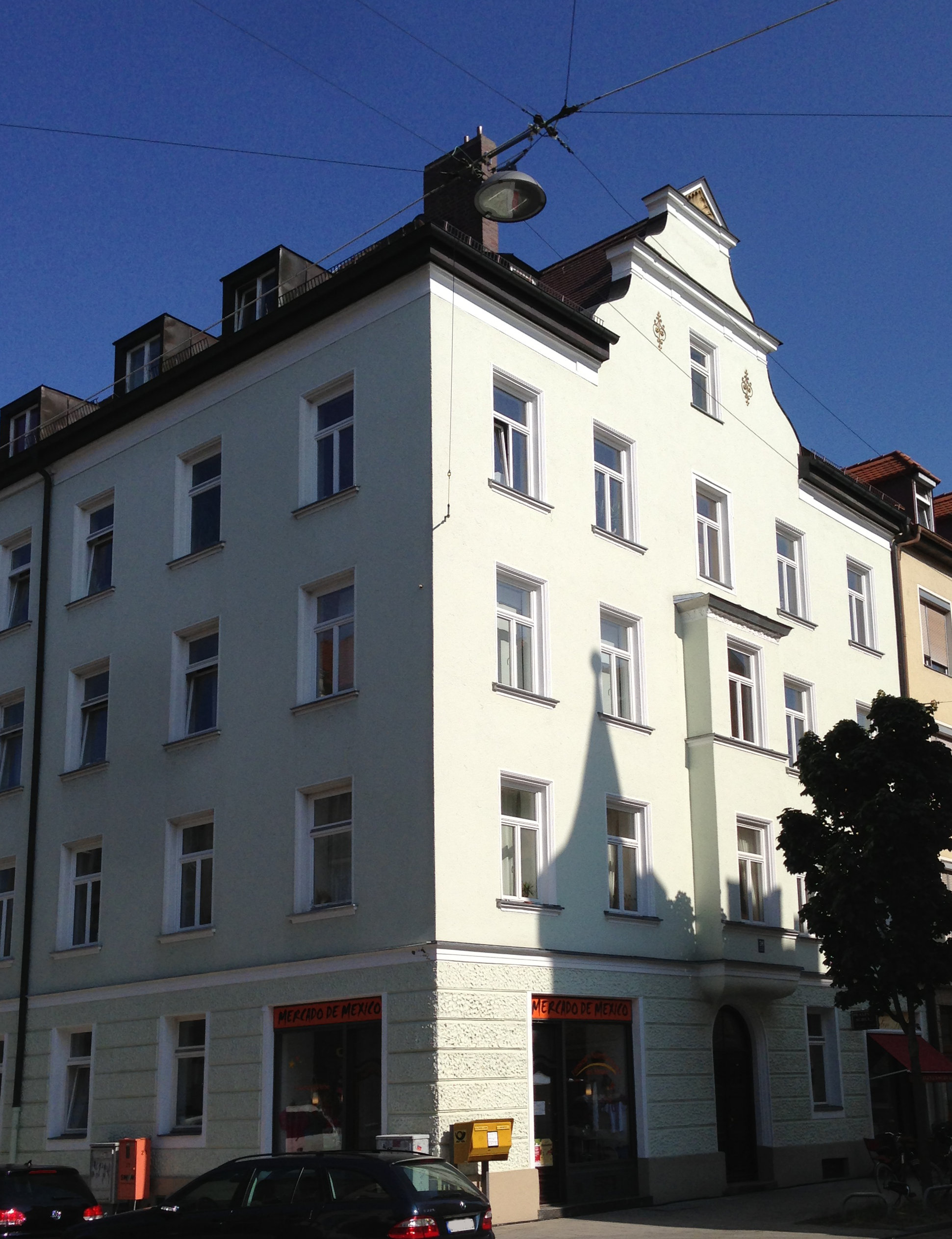
Schulstraße 38
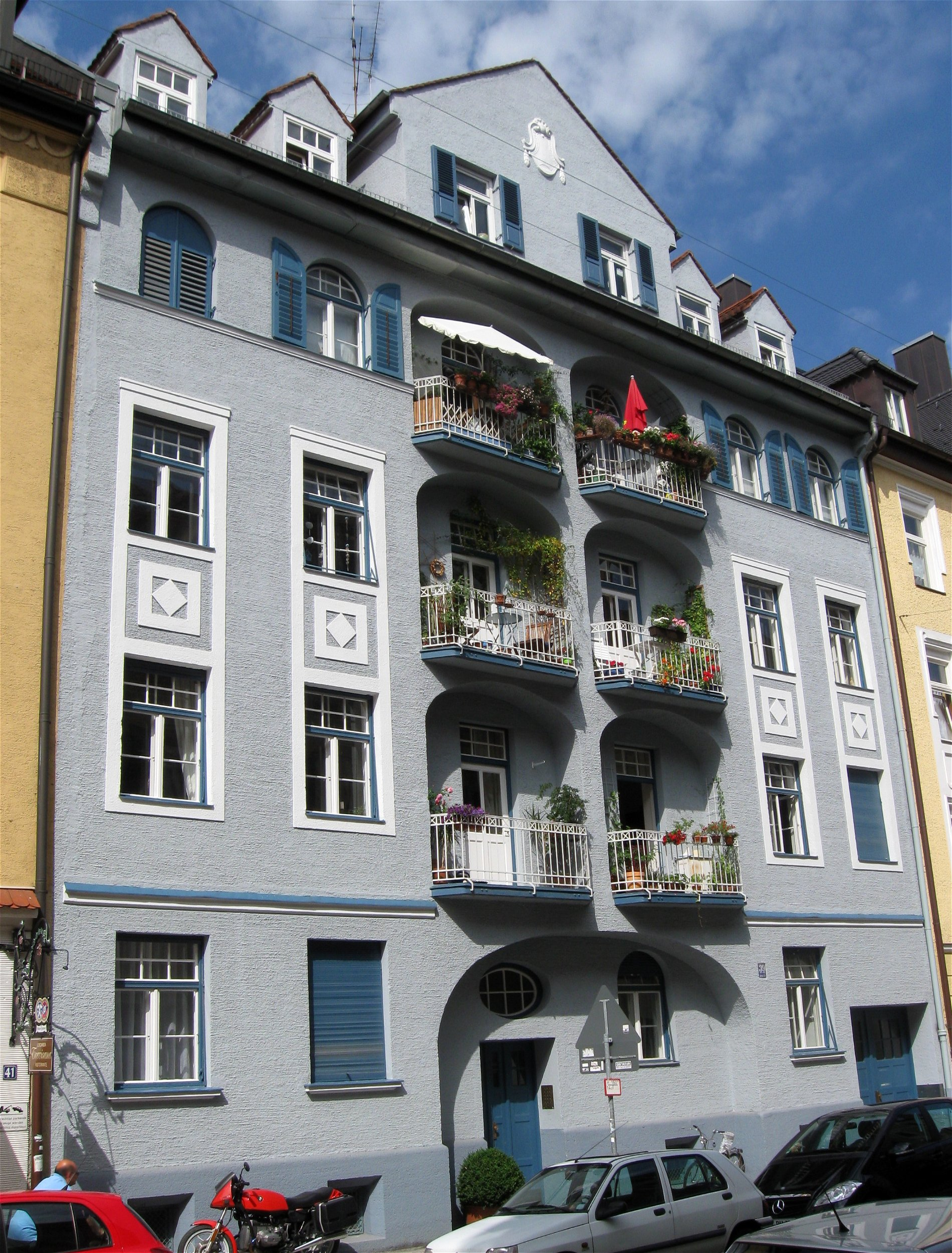
Schulstraße 39
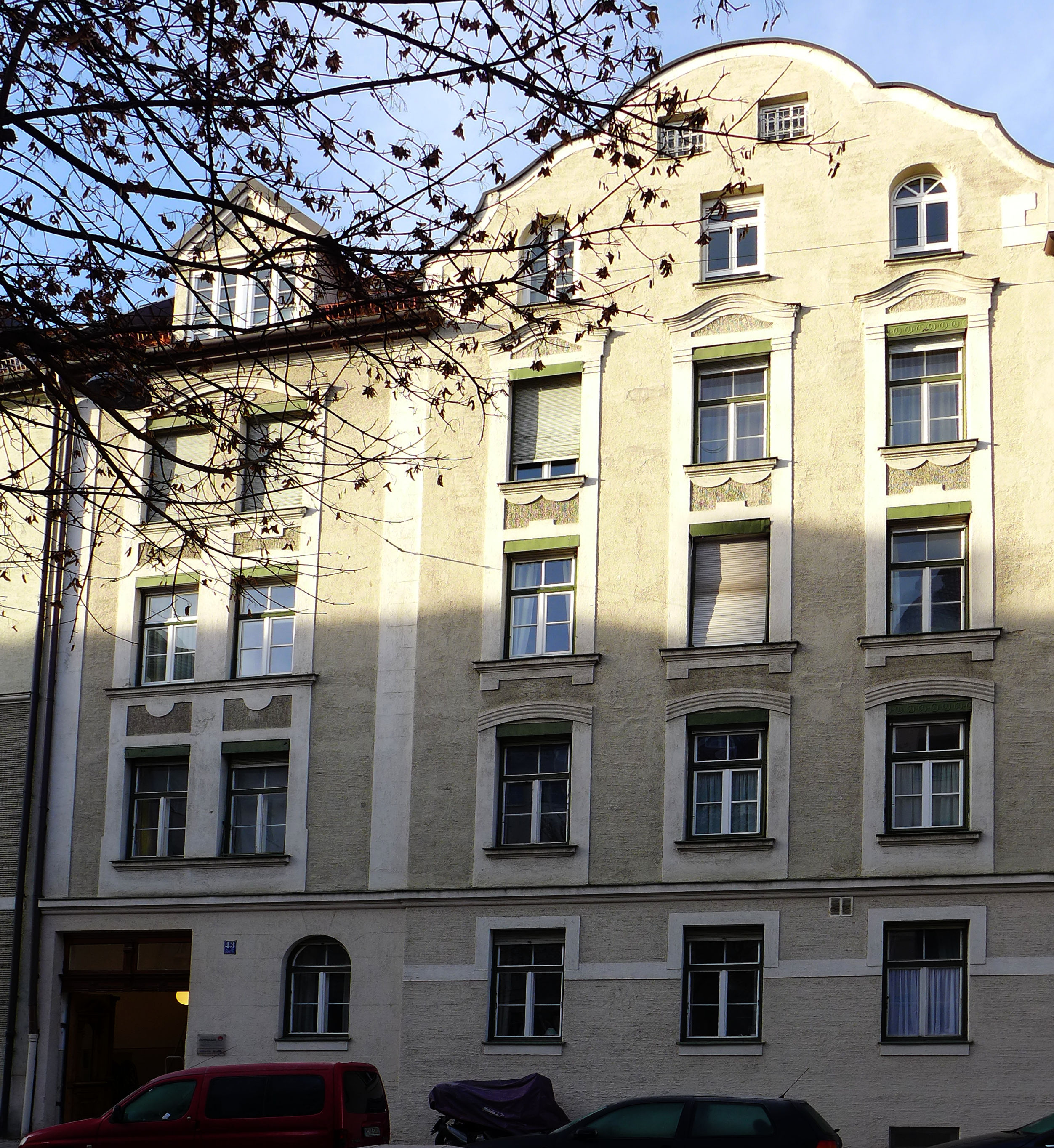
Schulstraße 43
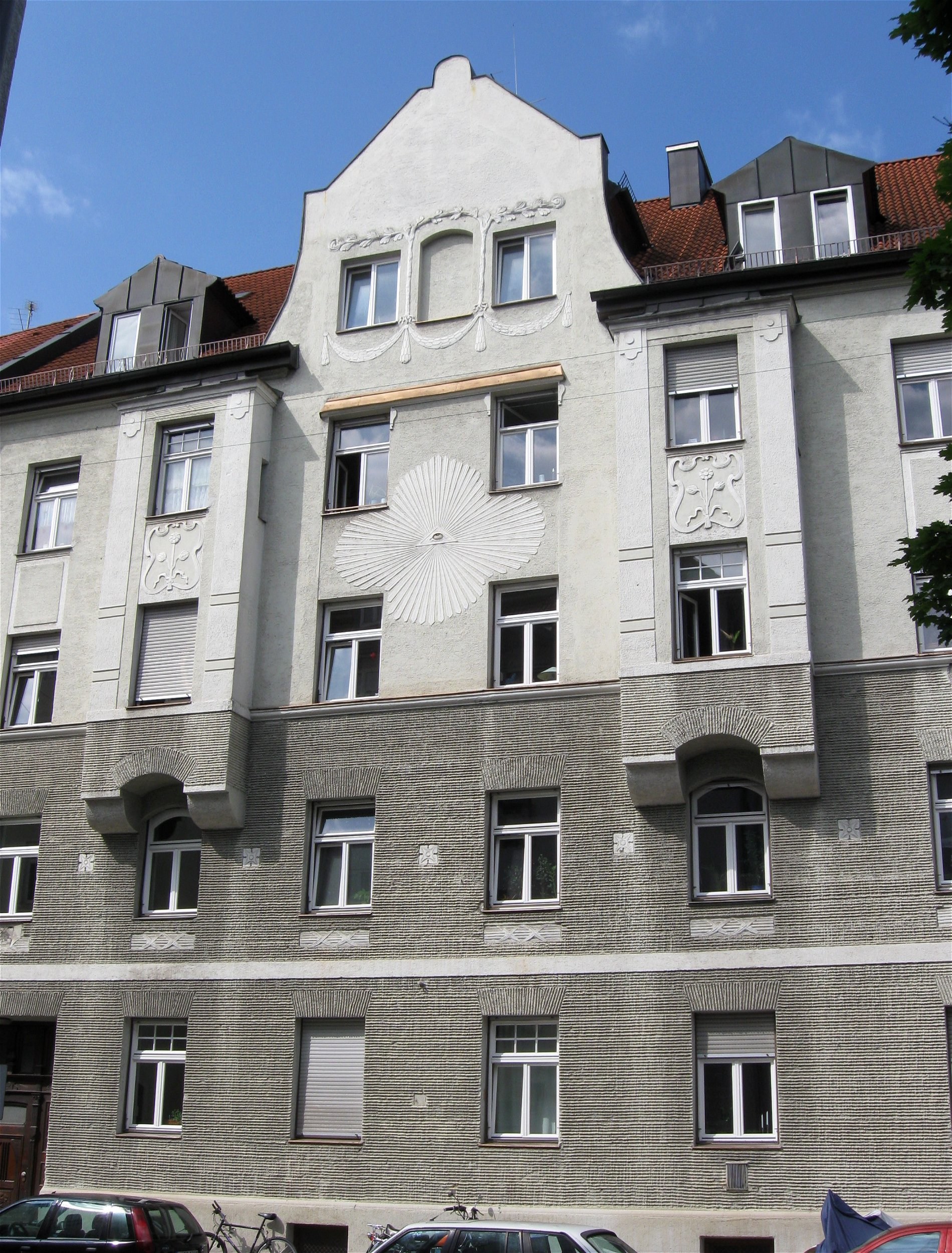
Schulstraße 45
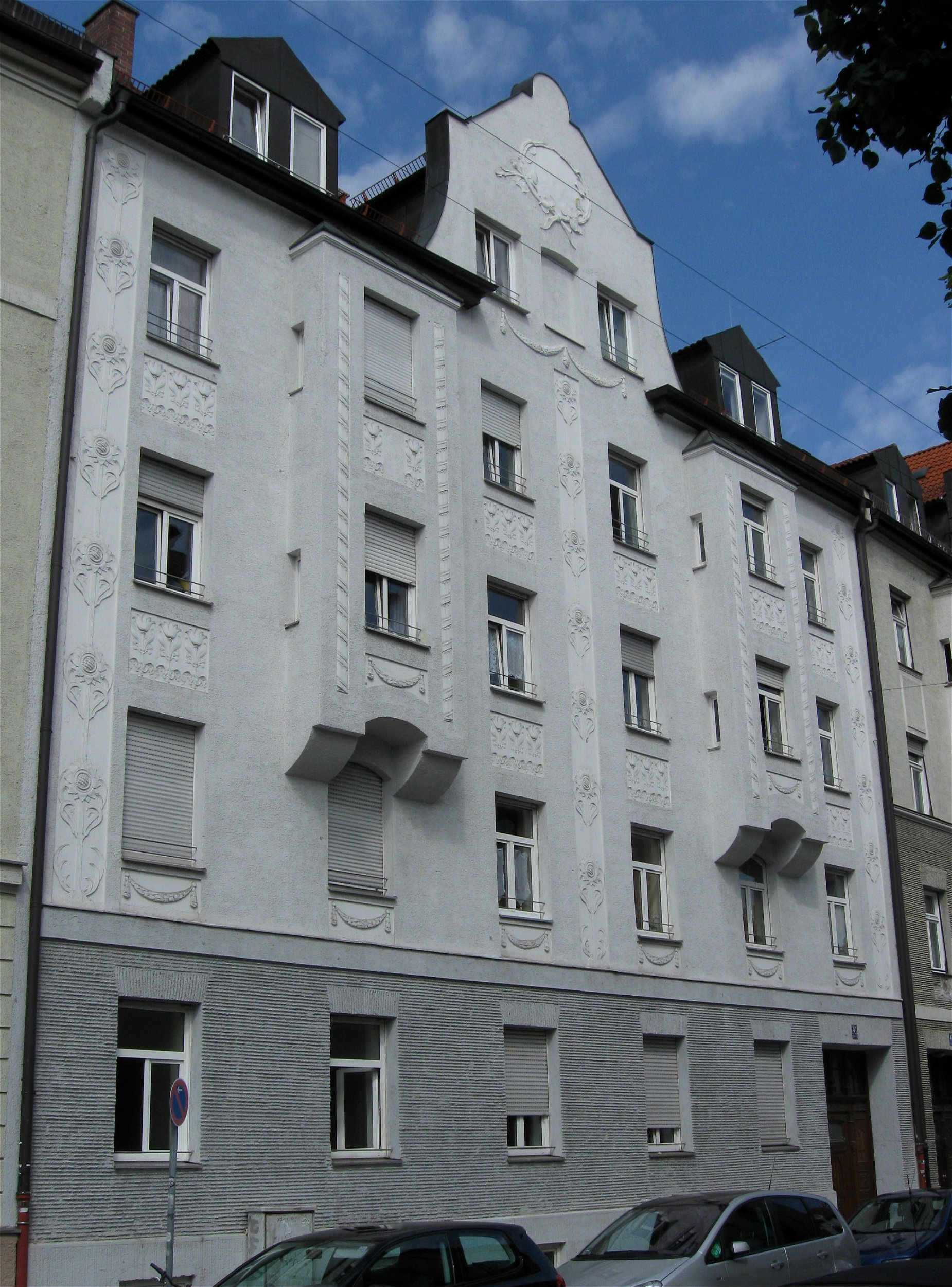
Schulstraße 47
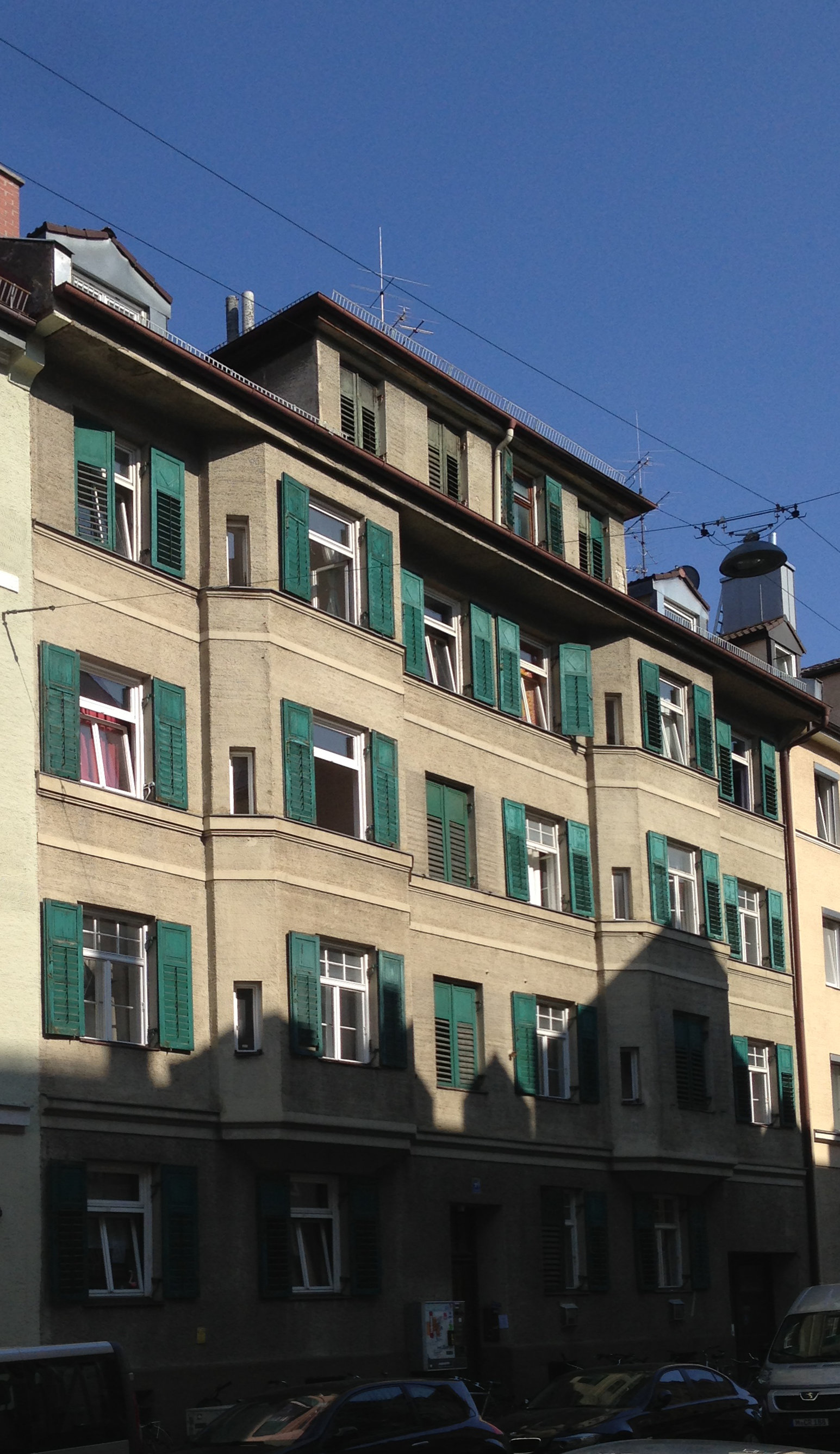
Schulstraße 48
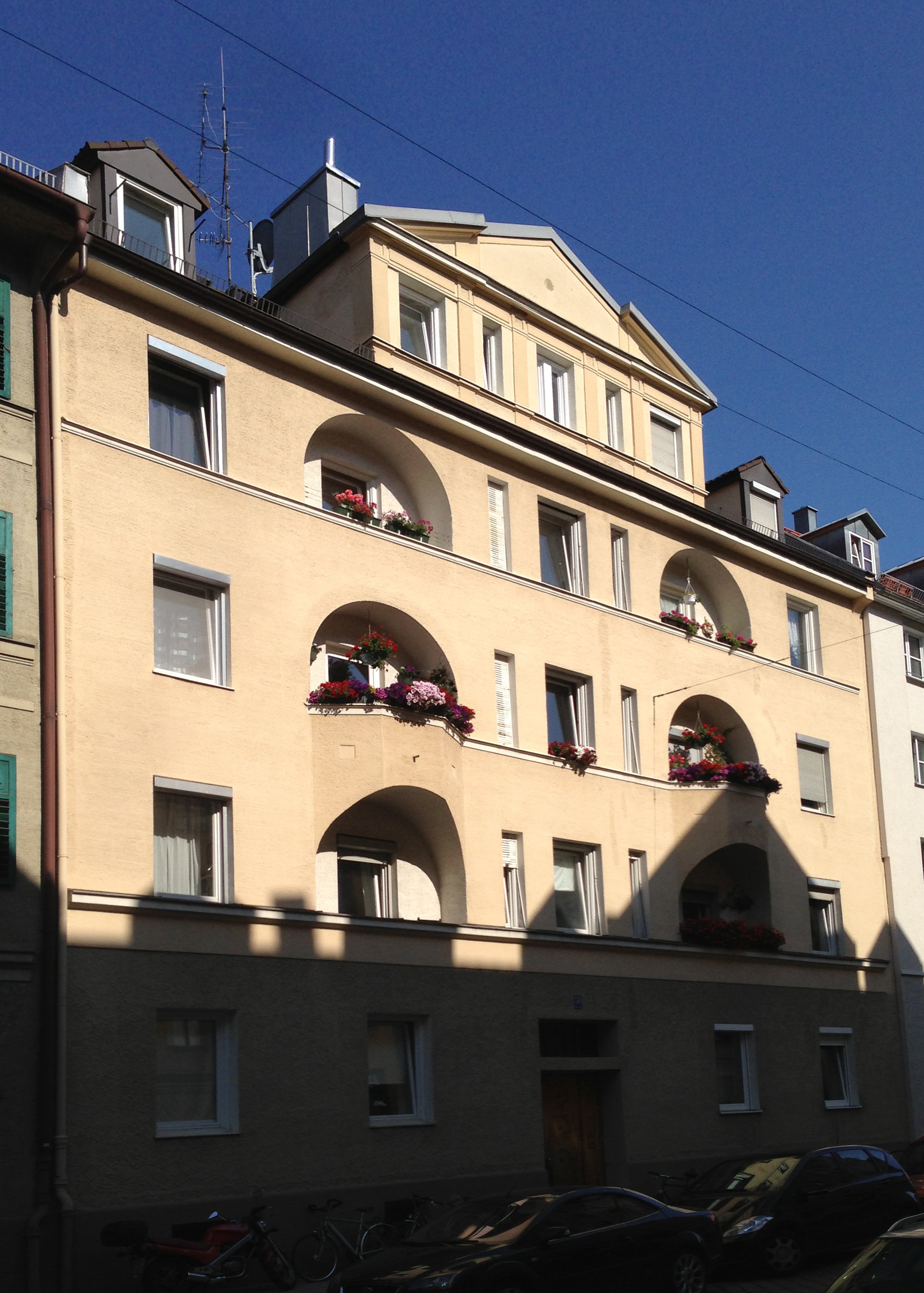
Schulstraße 50

## Öffentliche Gebäude
- Städtische Rudolf-Diesel-Realschule (Hsnr. 3)

## Gastronomie
- Alteingesessenes Eiscafé, Ecke Nymphenburger Straße
- Restaurant der Spitzengastronomie Hsnr. 9